# レオ・ハーヴィッチ
レオ・モーリス・ハーヴィッチ（英: Leo Maurice Hurvich, 1910年9月11日 - 2009年4月25日）は、人間の色覚に関する研究を行ったアメリカの心理学者。彼は、同じく認知心理学者のドロシア・ジェイムソンと結婚していた。2人は、反対色過程理論の解明を含め、多くの研究で協力した。ハーヴィッチは米国科学アカデミーの会員であり、アメリカ心理学会から心理学への顕著な科学的貢献に対してAPA賞を受賞した。

## 生涯
ハーヴィッチはハーバード大学に通い、学士号と博士号を取得した。数年間ハーバードで働いていた後に、イーストマン・コダックの研究員になった。コダックで働いていたとき、ハーヴィッチは下院非米活動委員会に召喚された。マサチューセッツ工科大学の数学教授であるW・T・マーティンは、自分が元共産主義者であり、ハーヴィッチがハーバードの共産主義者の仲間だったと思っていると証言した。ハーヴィッチは委員会で証言しない権利を主張した。
1957年から1962年までは、ニューヨーク大学の教授を務めた。ハーヴィッチは1964年にグッゲンハイム・フェローとなった。彼はペンシルベニア大学でキャリアを終え、1979年に退職した。彼は心理学者のドロシア・ジェイムソンと結婚し、視覚の研究で協力した。2人は色覚の反対過程理論を定量化する重要な研究を行った。ハーヴィッチとジェイムソンによる反対過程理論の適応は、ヤング＝ヘルムホルツの三色説よりも色覚のより完全な説明として知られるようになった。
1975年には、米国科学アカデミーに選出された。
ジェイムソンは1998年4月に亡くなった。ハーヴィッチは2009年にニューヨーク市の自宅で亡くなった。

## 賞歴
- 1963年、アメリカ光学会フェロー[8]
- 1971年、ジェイムソンとともに実験心理学会からハワード・クロスビー・ウォーレンメダルを受賞[9]
- 1972年、ジェイムソンとともにアメリカ心理学会からAPA賞を受賞[10]
- 1982年、ジェイムソンとともにアメリカ光学会からエドガー・D・ティリヤー賞を受賞[11]
- 1985年、ジェイムソンとともに国際色彩学会からジャッド賞を受賞[12]

## 著書
- Color Vision

Sinauer Associates, Inc、1981年1月、ISBN-13 978-0878933372
- カラー・ヴィジョン:色の知覚と反対色説

日本語版 - 誠信書房、2002年9月、監訳：鳥居修晃、和氣典二　訳：嶋崎裕志、木村英司、伊東三四、日比野治雄、三星宗雄、ISBN 9784414302936